# Ban Luang (huyện)
Ban Luang (tiếng Thái: บ้านหลวง) là một huyện (amphoe) ở phía tây thuộc tỉnh Nan, phía bắc Thái Lan.

## Lịch sử
Ban đầu, khu vực này là tambon Suat của huyện Mueang Nan. Đơn vị này được lập tiểu huyện Ban Luang (King Amphoe) ngày 15 tháng 5 năm 1975, khi 3 tambon Pa Kha Luang, Suat và Ban Phi đã được tách ra từ Mueang Nan. Đơn vị này đã được nâng cấp thành huyện ngày 20 tháng 10 năm 1993.

## Địa lý
Các huyện giáp ranh (từ phía đông theo chiều kim đồng hồ): Mueang Nan, Wiang Sa thuộc tỉnh Nan, Song thuộc tỉnh Phrae, Chiang Muan và Pong thuộc tỉnh Phayao.

## Hành chính
Huyện này được chia thành 4 phó huyện (tambon) các đơn vị này lại được chia ra thành 26 làng (muban). Không có khu vực thành thị, có 4 Tổ chức hành chính tambon.
| STT | Tên          | Tên tiếng Thái | Số làng | Dân số |  |
| --- | ------------ | -------------- | ------- | ------ |  |
| 1.  | Ban Fa       | บ้านฟ้า          | 8       | 3.663  |  |
| 2.  | Pa Kha Luang | ป่าคาหลวง       | 5       | 2.889  |  |
| 3.  | Suat         | สวด            | 8       | 3.032  |  |
| 4.  | Ban Phi      | บ้านพี้           | 5       | 2.569  |  |